# Оуэн, Люси
Люси́ О́уэн (англ. Lucy Owen), в девичестве — Ко́эн (англ. Cohen; 28 ноября 1970, Лландэфф, Кардифф, Уэльс, Великобритания) — валлийская журналистка и телеведущая.

## Биография
Люси Коэн родилась 28 ноября 1970 года в Лландэффе (графство Кардифф, Уэльс, Великобритания).
Люси окончила лондонский университет «Royal Holloway».

## Карьера
В начале 1990-х годов Люси начала свою журналистскую карьеру. В 1996—2007 была соведущей новостной программы «Wales Tonight».
С 2007 года снимается в кино, сыграла в 8 фильмах и телесериалах.

## Личная жизнь
С июня 2004 года Люси замужем за журналистом Родри Оуэном (род.1972). У супругов есть сын — Гэбриел Оуэн (род.10.03.2008).